# Palácio Felipe Camarão

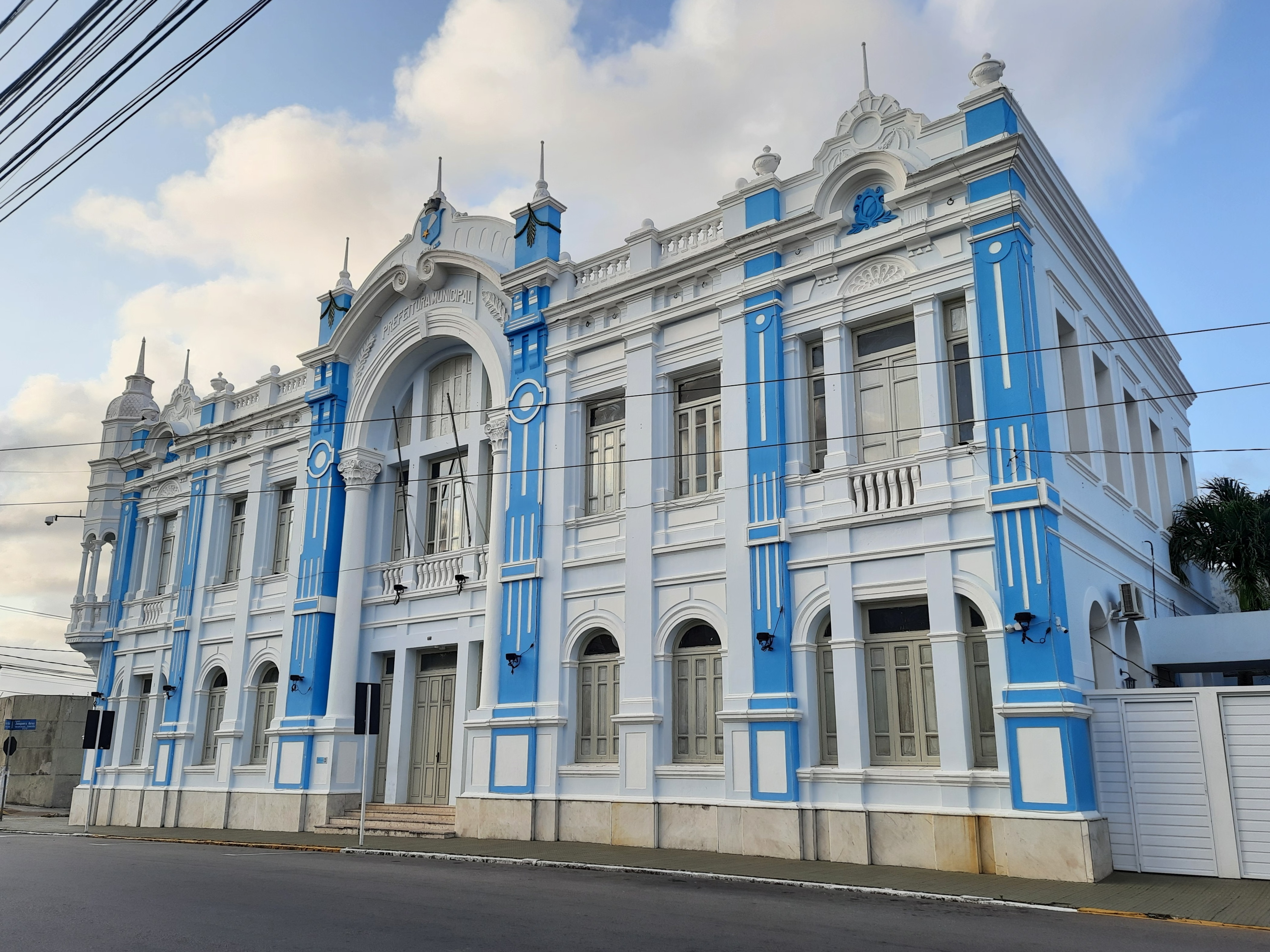
Fachada do Palácio Felipe Camarão

Palácio Felipe Camarão  é a sede do poder executivo municipal (prefeitura) de Natal, capital do estado do Rio Grande do Norte, Brasil. Está localizado no bairro da Cidade Alta, na Zona Leste da cidade.
Foi construído no ano de 1922, pelo construtor Miguel Micussi, sendo inaugurado em 7 de setembro do mesmo ano, marcando o Centenário da Independência do Brasil, na administração do governador Antônio José de Melo e Sousa (1920–1924) e do intendente municipal Teodósio Paiva. Antes, havia no local um casarão de linhas coloniais onde funcionava a Presidência da Intendência Municipal.
O espaço recebeu essa denominação através da Lei 359/A, de 1955, em homenagem ao índio poti Filipe Camarão, que era o chefe dos Potiguaras, tribo que habitava as margens do Rio Potengi.

## Mudança de sede
Com o objetivo de acabar com o dispêndio de aluguel de prédios que abrigam diversas secretarias municipais e impulsionar o crescimento da Zona Norte de Natal, o poder executivo municipal pretende construir o novo Centro Administrativo Municipal, que engloba a nova sede da Prefeitura, secretarias e Câmara Municipal, no bairro da Redinha, próximo a Ponte Newton Navarro, no terreno entre a rotatória da ponte e o Rio Doce, afluente do Rio Potengi.